# 神奈川中央交通橋本営業所

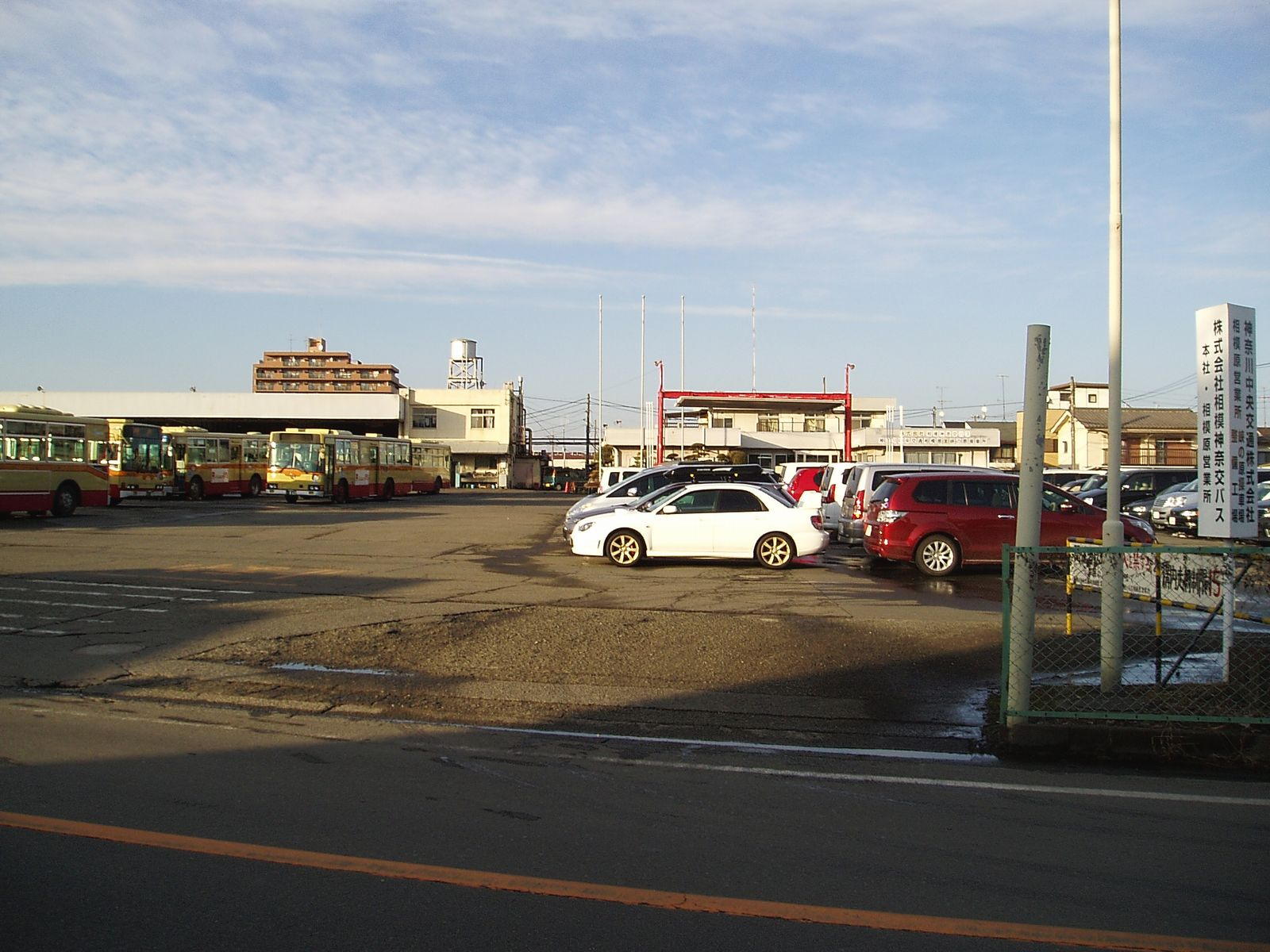
改築前の橋本営業所（2008年2月）。改築前の橋本営業所は「相模原営業所峡の原操車所」だった。

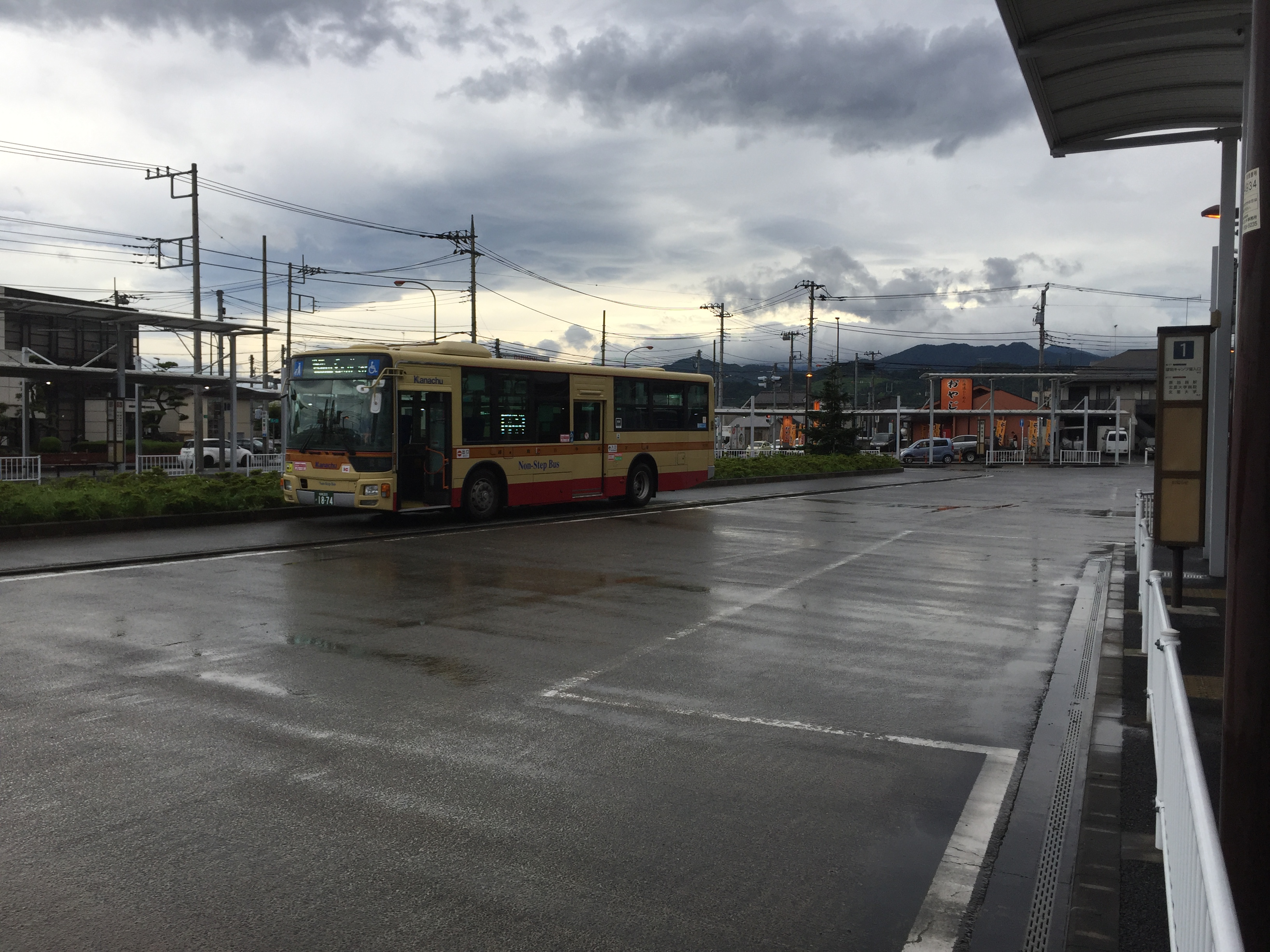
田名バスターミナル

神奈川中央交通橋本営業所（かながわちゅうおうこうつうはしもとえいぎょうしょ）は、神奈川県相模原市緑区西橋本にある神奈川中央交通の営業所。車両の社番表記などに用いられる営業所の略号は「も」、営業所の最寄り停留所は「峡の原（はけのはら）車庫」。
2025年（令和7年）3月31日までは神奈川中央交通東に運行管理を全面委託していたほか、一部路線は神奈川中央交通東の免許路線となっていた。

## 沿革
かつて橋本営業所は「神奈川中央交通相模原営業所」として営業していたが、1999年に相模原営業所麻溝操車所が開設されたことと、2001年7月19日に多摩営業所が開設されたことに伴い、同日付けで神奈川中央交通本体としての相模原営業所は麻溝へ移転、従来の相模原営業所（峡の原操車所）は相模神奈交バス相模原営業所（当時）に全面委託された。
その後、神奈川中央交通グループの乗合バス事業再編に伴い、2017年12月16日付けで、組織上の神奈川中央交通相模原営業所峡の原操車所が「神奈川中央交通橋本営業所」に再編され、営業所の管理委託先も相模神奈交バスから神奈川中央交通東に変更となっている。
この節では、従前の相模原営業所時代の沿革についても一部記述する。
- 1944年11月28日 - 上溝営業所として高座郡相模原町上溝（現・相模原市中央区上溝）に開設。
- 1958年9月22日 - 営業所を相模原駅前の相模原市小山（現・相模原市中央区相模原）に移転し、相模原営業所に改称。
- 1971年7月1日 - 相模原市相原（現・相模原市緑区西橋本）に峡の原操車所を開設。
- 1973年9月28日 - 営業所機能を峡の原操車所へ移転。
- 1996年8月1日 - 管内全路線でバス共通カードに対応。
- 1999年11月21日 - 相模原市下溝（現・相模原市南区下溝）に麻溝操車所を開設。北里大学方面の一部路線と古淵駅発着路線および小田急小田原線町田駅 - 相武台前駅間の各駅と相模原市内を結ぶ路線を担当することとなり、大規模な路線再編とダイヤ改正を実施する。
- 2001年
  - 4月1日 - 上溝駅バスロータリー供用開始により、県道上の「上溝駅下」停留所を移設して「上溝」と改称、従来の上溝停留所は「上溝中央」へ改称され、系統の発着点も変更。
  - 7月29日 - 多摩営業所の開設に伴い、町田市内・多摩ニュータウン方面の路線の大半を多摩営業所へ移管、営業所を麻溝車庫へ移転。峡の原操車所は相模神奈交バス相模原営業所へ管理委託となる。
- 2003年12月1日 - 大規模な路線再編とダイヤ改正を実施（この際の廃止路線は神奈川中央交通相模原営業所#廃止・移管路線を参照）。多くの路線が廃止された一方、残った路線・新設路線の大部分がパターンダイヤでの運行となる。
- 2006年1月30日 - 相模原市コミュニティバス「せせらぎ号」の実証運行を開始。
- 2007年（平成19年）3月16日 - 全路線でGPSによるバスロケーションシステムの運用開始。
- 2008年
  - 9月1日 - 町田・多摩地区と同時に鉄道・バス運行情報システムを導入。
  - 10月13日 - 全路線でPASMO・Suicaの取り扱いを開始。
- 2013年
  - 9月24日 - 整備工場が竣工[3]。
  - 10月28日 - 全路線で乗降方法を「中乗り・前降り」に変更、また運賃支払い方法を「後払い」に統一。
- 2014年
  - 3月26日 - 都市計画道路の整備事業[4]に伴い、営業所事務所などを移築。同年7月には関係者専用立体駐車場が竣工[3][5]。
  - 4月1日 - 旧・上田名停留所付近に「田名バスターミナル」を新設、路線再編を実施[6]。また、水郷田名発着路線（相17・淵53・橋59）の高田橋回りを廃止し、しろ坂回りに統一した。
- 2017年1月1日 - 神奈川中央交通グループの乗合バス事業再編に伴い、相模原営業所峡の原操車所が神奈川中央交通東・橋本営業所となり[7][8]、旧・相模神奈交バス相模原営業所を引き継いだ。
- 2021年11月27日 - 県道504号のバス優先レーン廃止に伴うダイヤ改正で、さがみ夢大通り停留所に終日停車開始。

## 現行路線
◆印：神奈川中央交通東の自社免許路線

### 橋本駅 - 相模原駅方面

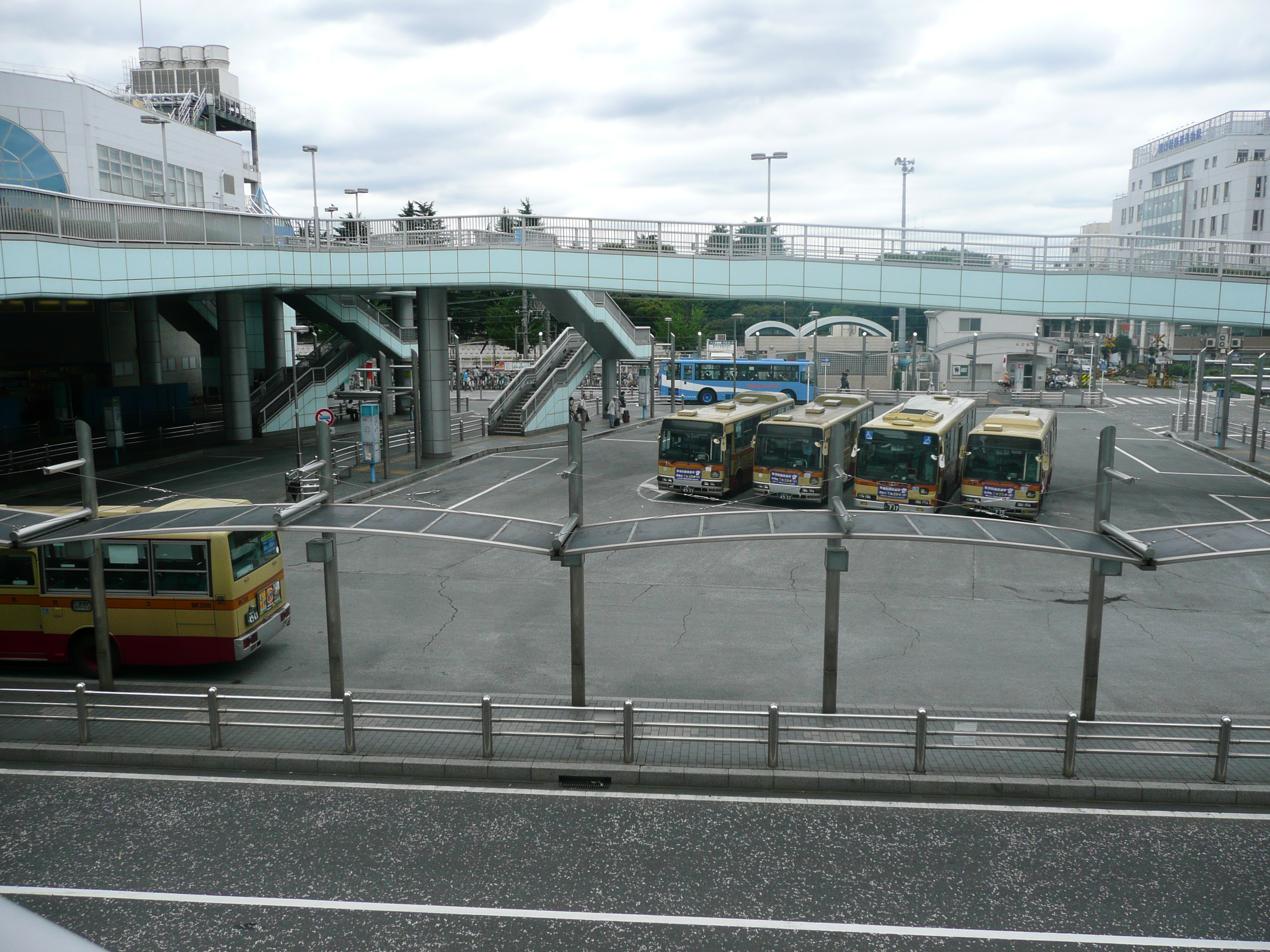
相模原駅南口バスターミナル（2007年7月）

- 橋52：橋本駅北口 - 宮下三丁目 - 宮下 - 相模原駅北口
- 橋55：橋本駅北口 - 旭住宅前 - 三菱電機前 - 氷川神社前 - 相模原駅南口

橋本駅と相模原駅を結ぶ路線で、相模原駅は北口発着と南口発着が存在する。橋本駅での乗り場は同じだが向陽小学校前付近以外の経路は全く別物で、橋52は北寄り、橋55は南寄りの経路を取る。

### 橋本駅 - 六地蔵 - 田名バスターミナル方面
- ◆橋57：橋本駅南口 - 緑ヶ丘 - 六地蔵 - 榎戸 - 清水 - 堀の内 - 田名バスターミナル
- ◆橋57：橋本駅南口 - 緑ヶ丘 - 六地蔵 - 榎戸 - 清水 - 堀の内 - 田名バスターミナル - 望地キャンプ場入口

横浜線橋本駅と田名地区を榎戸経由で結ぶ路線で、2021年10月までは望地キャンプ場入口行きの深夜バスも平日運行されていた。2014年4月1日の田名バスターミナル新設による路線再編で望地キャンプ場入口発着は日中運休となり、大半が田名バスターミナル発着に変更している。

### 橋本駅 - 塚場坂上 - 田名バスターミナル方面
- ◆橋59：橋本駅南口 - 南町 - 塚場坂上 - 下九沢 - 葛輪 - 堀の内 - 田名バスターミナル
- ◆橋59：橋本駅南口 - 南町 - 塚場坂上 - 下九沢 - 葛輪 - 堀の内 - 田名バスターミナル - 水郷田名

橋本駅と田名地区を下九沢経由で結ぶ路線で、橋57（橋本駅 - 六地蔵 - 田名バスターミナル）より先の2003年12月に水郷田名発着便として新設された。2014年4月1日の田名バスターミナル新設による路線再編で大半が田名バスターミナル発着へ変更され、水郷田名発着は日中運休となった。2015年6月16日の経路変更により、橋本駅南口方面は「ふれあい科学館前」を経由するようになった。

### 橋本駅 - 塚場坂上 - 下九沢団地方面
- 橋58：橋本駅南口 - 南町 - 塚場坂上 - 宮の上 - 下九沢団地

2014年12月1日に新設された路線で、途中の塚場坂上までは前述の橋59と同一経路となる。系統番号は2代目で、初代は2002年に廃止された“橋本駅 - 愛川町役場線”で使用していたものである。

### 橋本駅 - 六地蔵 - 上溝方面

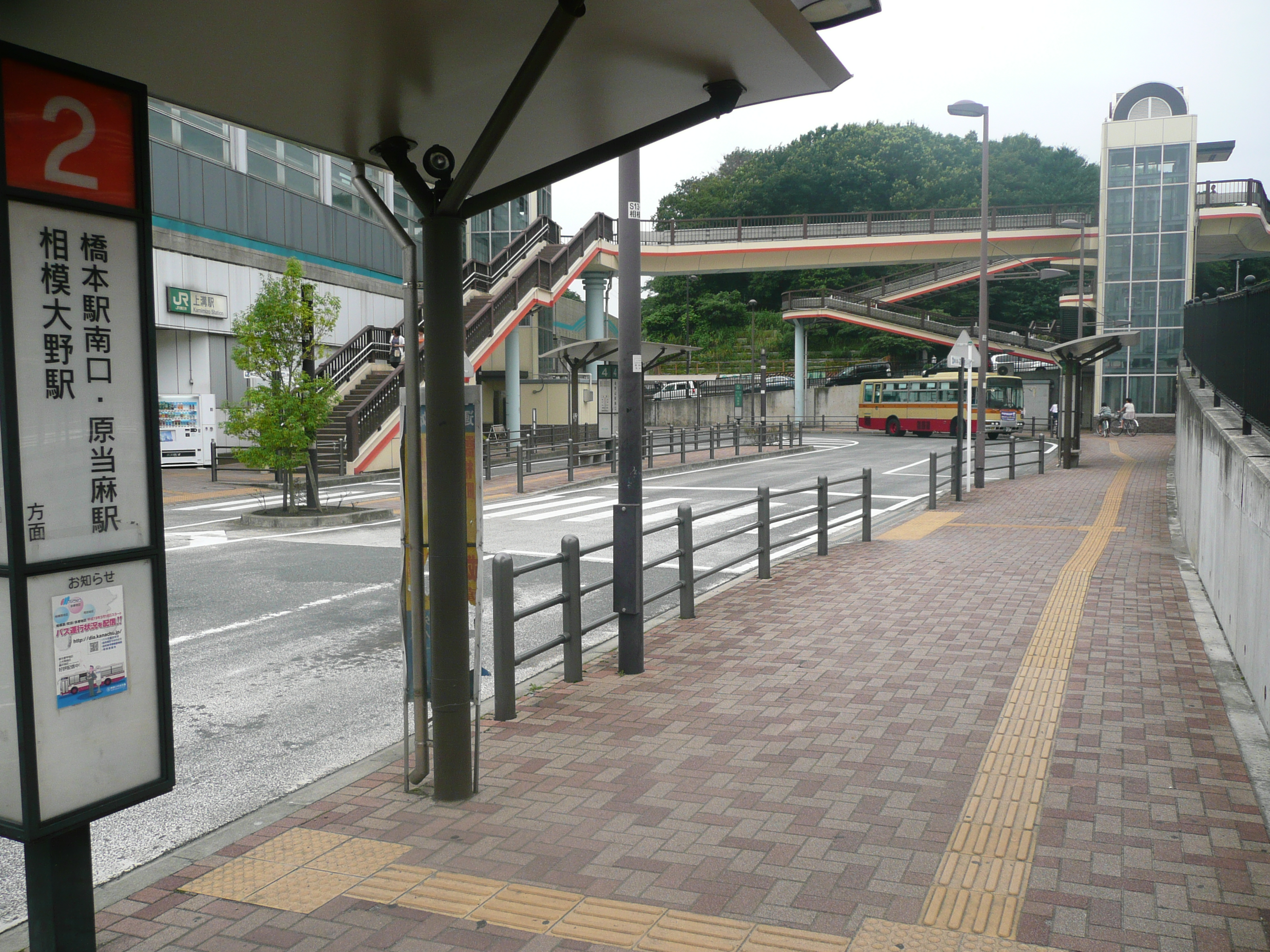
上溝駅ロータリー

- ◆橋34：橋本駅南口 - 緑ヶ丘 - 六地蔵 - 下九沢 - 作の口 - 上溝

横浜線橋本駅から相模線上溝駅へ向かう路線で、上溝駅ロータリーを発着するが停留所名は「上溝」で、「駅」の文字は入らない。1997年の湘南神奈交バス相模原営業所開設時に移管され、2001年の相模神奈交バス相模原営業所開設に伴い、そのまま相模神奈交バスの路線となった。

### 橋本駅 - 六地蔵 - 上大島方面
- ◆橋36：橋本駅南口 - 緑ヶ丘 - 六地蔵 - 内出 - 上九沢団地 - 上大島

上記の橋34（橋本駅 - 上溝）と同様に湘南神奈交バスから相模神奈交バスの担当となった路線で、2004年に大沢高校入口（現：相模原総合高校入口）から上九沢団地経由へ経路変更された。

### 橋本駅 - 葉山 - 小沢・田名バスターミナル方面
- 橋05：橋本駅南口 - 緑区合同庁舎前 - 二本松 - 城山総合事務所入口 - 久保沢 - 小倉 - 上葉山 - 葉山 - 小沢（土曜・休日運休）
- 橋06：橋本駅南口 - 緑区合同庁舎前 - 二本松 - 城山総合事務所入口 - 久保沢 - 小倉 - 上葉山 - 葉山 - 田名バスターミナル

横浜線橋本駅と愛甲郡愛川町角田字小沢を結ぶ路線である。小倉からは相模川の右岸を下っていく経路で、その部分にあたる小倉 - 小沢間は自由乗降区間が採用されている。当初は利用客が少ないために廃止も検討されたが、葉山島地区での公共交通機関確保のため、国・神奈川県・相模原市の補助を受けて運行が継続されている。かつては津久井営業所が担当していたが、2003年に橋本へ移管され、同時に橋本駅北口発着から南口発着へ変更された。
以前は区間便として他路線に乗り換え可能な宿01が設定されていたが、利用住民からの要望などで2021年4月1日に橋06が新設され、宿01は廃止となり、橋05も平日朝1往復のみとなった。

### 橋本駅 - 相模原協同病院方面
- ◆橋41：橋本駅南口 - 緑区合同庁舎前 - 西橋本三丁目 - 峡の原車庫 - 相模原協同病院（津久井営業所と共同運行）
- 橋41（急行）：橋本駅南口 →（直行）→ 相模原協同病院

橋41は元々、上の原行きとして運行されていたが、2015年12月14日の経路変更で日本板硝子前 - 上の原間を廃止し、峡の原車庫発着へ変更された。2019年3月16日には県立相原高校の校舎が橋本台へ移転されるのを見据えて増便し、津久井営業所との共同運行路線となった（津久井営業所は往路のみ担当）。
2021年1月4日には、同年元日に橋本駅近くから移転開院した相模原協同病院まで路線が延伸され、増便の上で全便が協同病院行きとなった。同時に協同病院行きの急行便（途中無停車）が設定され、運行開始当初の急行便は厚木営業所から転入してきた連節バス（ツインライナー）を使って運行されていたが、2021年4月に後述の法政大学線用の連節バス導入で、以降は法政大学線と同じ連節バス車両が使用され、平日2便に増便された。

### 相原駅 - 法政大学方面

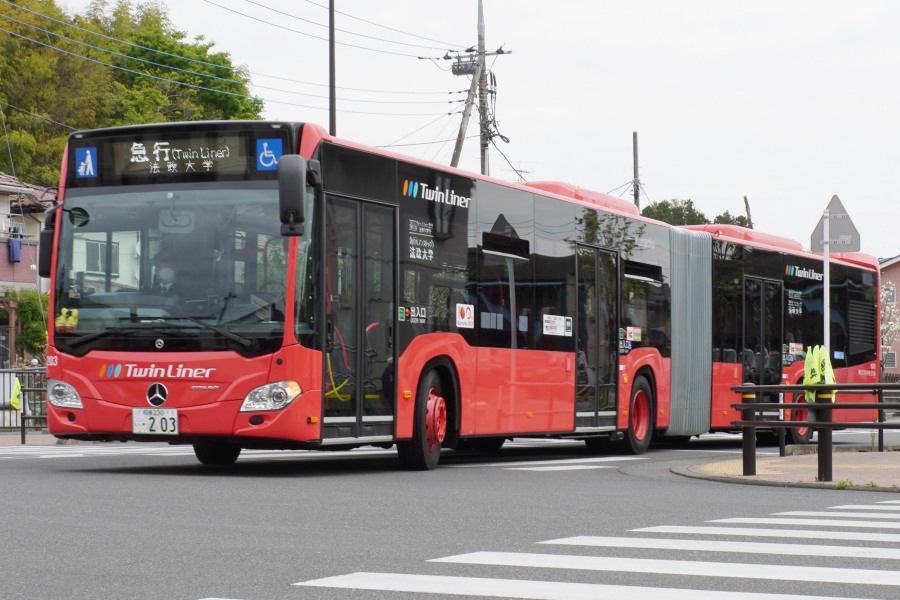
連節バスで運行される原19 (も203)

- 原19（急行）：相原駅西口 -（直行）- 法政大学（津久井営業所と共同運行）

横浜線相原駅から町田街道を西進して法政大学へ向かう。元々は津久井が担当し、通常の大型バスで運行されていたが、2021年4月に連節バス（ツインライナー）の新車が3台導入され、法政大学体育館行きを除く急行便が全て移管された。全便が連節バスで運行され、学校催事時を除く土曜・休日・休校日は運休となる。なお、休校日に試験等で通常バスを使った臨時運行を行う際は、引き続き津久井営業所が担当しているが、2022年9月21日より津久井担当の通常バスによる急行の定期便が再設定され、同日より平日朝1本の大学止まりが、2024年4月1日より平日日中1本の大学発がそれぞれ設定された。

### 相模原駅 - 相模大野駅方面
- 相02：相模原駅南口 - 矢部駅入口 - 淵野辺十字路 - 共和 - 古淵駅入口 - 鵜野森 - 相模大野駅北口
- 相05：相模原駅南口 - 西門前 - 市役所前 - 相生 - 青葉児童館前 - 淵野辺公園 - ゴルフ場前 - 大野台四丁目 - 大沼 - 相模大野駅北口

横浜線の相模原駅と小田急小田原線相模大野駅を結ぶ路線である。相02は大半の区間で国道16号を経由しており、行先の経由表示も「国道16号」である。相05は相模原市役所・淵野辺公園などの公共施設へのアクセスも担う路線である。

### 相模原駅 - 上溝方面
- 相12：相模原駅南口 - 西門前 - 市役所前 - 星が丘住宅前 - 上溝
- 相14：相模原駅南口 - さがみ夢大通り - グッディプレイス前 - 日金沢上 - 横山団地 - 星が丘住宅前 - 上溝

相模原駅と相模線上溝駅を結ぶ短距離路線で、日中はそれぞれが30分間隔、合わせて15分間隔で交互に運行されている。

### 相模原駅 - 田名バスターミナル方面
- 相17：相模原駅南口 - さがみ夢大通り - グッディプレイス前 - 日金沢上 - 日金沢下 - 鳩川住宅前 - 田名バスターミナル - 水郷田名

相模原駅から田名地区へ向かう唯一の路線で、2003年12月の路線再編までは上溝駅非経由のために本数が少なかったが、再編後は増便および深夜バスの新設が行われた（深夜バスは2021年10月廃止）。鳩川住宅前 - 水郷田名間は淵53と同一経路となっている。上溝交差点～田名坂上付近までPTPS（公共車両優先システム）が導入されている。
2014年4月1日の田名バスターミナル新設による路線再編で、旧・上田名停留所を経由する路線の大半が田名ターミナル発着に変更される中で、当路線は全便が水郷田名発着へ変更され、田名バスターミナルで橋本駅・淵野辺駅・北里大学病院からの路線と接続することで、水郷田名地区との交通の利便を図っている。相模原駅方面は、2015年6月16日の経路変更によって「ふれあい科学館前」経由となった。

### 相模原駅 - 下九沢団地方面
- 相36：相模原駅南口 - さがみ夢大通り - グッディプレイス前 - 清新中央 - 昭和電線前 - 下九沢団地

相14系統の経路から清新中学校前より右折し、下九沢団地へ向かう。日中は平日40分間隔、土休日50分間隔で運行されるが、下九沢団地便としては橋58と異なり通勤時間の増発はない。

### 相模原駅 - 峡の原車庫方面
- 相31：相模原駅南口 - 大河原 - 橋本十字路 - 峡の原車庫
- 相32：相模原駅南口 - 大河原 - 橋本十字路 - 峡の原車庫 - 相模原協同病院

相模原駅と峡の原車庫を国道16号経由で結ぶ出入庫路線であるが、毎時40分間隔で運行されている。相32は、前述の橋41と同様に相模原協同病院の移転によって開設された。路線開設当初は橋本駅方面と異なり一部時間帯のみ運行され、相模原協同病院行きは朝のみ、相模原協同病院発は平日と休日は夕方のみ、土曜は昼過ぎと夕方に運行されていたが、2025年8月4日のダイヤ改正で相31の一部便を相32に振り替え、相模原協同病院方向は平日・土曜の増便が図られ、相32の相模原駅方向は平日・土曜日中も運行されるようになった。

### 淵野辺駅 - 上溝 - 田名バスターミナル方面
- 淵52：上溝 → 星が丘 → 千代田 → 淵野辺十字路 → 淵野辺駅南口
- 淵53：淵野辺駅南口 - 淵野辺十字路 - 千代田 - 星が丘 - 上溝 - 鳩川住宅前 - 田名バスターミナル
- 淵53：淵野辺駅南口 - 淵野辺十字路 - 千代田 - 星が丘 - 上溝 - 鳩川住宅前 - 田名バスターミナル - 水郷田名
- 淵59：淵野辺駅南口 - 淵野辺十字路 - 千代田 - 星が丘 - 上溝 - 鳩川住宅前 - 田名バスターミナル - 高田橋入口 - 箕輪辻 - 愛川バスセンター

2014年4月1日の田名バスターミナル新設による路線再編で、水郷田名発着便は大半が田名バスターミナル発着へ変更された。淵53の淵野辺駅方向は、2015年6月16日の経路変更によって「ふれあい科学館前」経由となった。上溝駅前～高田橋際交差点間でPTPS（公共車両優先システム）が導入されている。
淵59は2014年4月1日の田名バスターミナル設置時に新設された路線で、旧・淵59（淵野辺駅 - 上溝 - 田代 - 半原）が田名バスターミナルを境に淵53・田01に分割されたものの、平日1往復が田名バスターミナルを直通し、淵野辺駅南口～愛川バスセンター発着として運行が開始されたものである。朝に愛川バスセンター行き、夕方に淵野辺駅南口行きが運転され、神奈川県立愛川高等学校への通学輸送を担う系統となっている。

### 淵野辺駅 - 上溝団地循環
- 淵34：淵野辺駅南口 → 淵野辺十字路 → 千代田 → 上溝団地 → 光が丘一丁目 → 千代田 → 淵野辺十字路 → 淵野辺駅南口（午後運行）
- 淵34：淵野辺駅南口 → 淵野辺十字路 → 千代田 → 上溝団地 → 光が丘一丁目（深夜バス）
- 淵35：淵野辺駅南口 → 淵野辺十字路 → 千代田 → 光が丘一丁目 → 上溝団地 → 千代田 → 淵野辺十字路 → 淵野辺駅南口（午前運行）
- 淵35：光が丘一丁目 → 上溝団地 → 千代田 → 淵野辺十字路 → 淵野辺駅南口

淵野辺駅南側の上溝団地・光が丘地区を循環運行する路線で、かつて存在した淵58（淵野辺駅 - 上溝団地 - 市役所前 - 相模原駅）、淵61（淵野辺駅 - 上溝団地 - 横山団地 - 橋本駅）を補完する形で運行されていた。2003年12月の路線再編で終日運行へ増発されている。毎時3本程度の運行であったが、2018年12月16日のダイヤ改正で毎時2本程度に減便された。
2024年現在では日中はおおむね40分間隔、ラッシュ時は増発される。午前と午後で運行方向が逆向きとなる。2024年3月16日のダイヤ改正で淵35の区間便が新たに設定された。

### 淵野辺駅 - 青葉循環
- 淵36：淵野辺駅南口 → 共和 → 淵野辺公園 → 青葉児童館前 → 国民生活センター → 市立博物館前 → 淵野辺駅南口
- 淵36：淵野辺駅南口 → 共和 → 淵野辺公園 → 青葉児童館前
- 淵37：淵野辺駅南口 → 市立博物館前 → 国民生活センター → 青葉児童館前 → 淵野辺公園 → 共和 → 淵野辺駅南口
- 淵37：青葉児童館前 → 淵野辺公園 → 共和 → 淵野辺駅南口

淵野辺駅南側の住宅地と公共施設を循環する路線で、2003年12月の路線再編によって廃止された路線を統合して新設された。毎時3本程度の運行であったが、2018年12月16日のダイヤ改正で毎時2本に減便された。
国民生活センター停留所はかつて存在した淵62の最寄り停留所だったが、当路線の新設でさらに近い弥栄一丁目停留所が新設されたため、現在の最寄り停留所は「弥栄一丁目」となった。2024年現在、停留所の名称変更は行われていない。2024年3月16日のダイヤ改正で淵36・淵37の区間便が新たに設定された。

### 淵野辺駅 - 古淵駅方面
- 淵22：淵野辺駅北口 - 東町 - ニュー相模団地 - 竜像寺入口 - 古淵駅

横浜線の北側を沿うように淵野辺駅と古淵駅を結ぶ路線で、途中の「ニュー相模団地」停留所は都県境に接しており、すぐ対岸の都立町田総合高校にも近い。過去は「古淵」停留所（現：古淵一丁目付近）が終点だったが、古淵駅バスロータリー完成によって乗り入れを開始した。なお、古淵駅ロータリーは南側から北側への一方通行であり、進入のためラケット型に交差点を三回続けて右折する必要があるために時間を要するため、駅の北側路上に「古淵駅北停留所（降車専用）」が存在する。
ニュー相模団地の折返経路（マンション裏の一方通行路）および竜像寺入口 - 古淵駅間は狭隘区間であり、特に後者は軽自動車との離合すら困難な状態が度々生じるほど狭く、使用車両を専属の小型車に限定しているが、専属車が1台のみのため、代走時は中型車で運行される。2021年3月13日に相模原営業所に移管されたが、2023年12月16日に橋本へ再移管された。これにより約2年ぶりに当営業所が担当することになった。

### 田名バスターミナル - 原当麻駅 - 北里大学方面
- 当02：北里大学病院・北里大学 - 原当麻駅 - テクノパイル田名工業団地 - 塩田 - 望地キャンプ場入口 - 田名バスターミナル

2003年12月の路線再編で廃止された大57・65（相模大野駅 - 昭和橋 - 上溝 - 水郷田名）の代替として、2002年2月から3月にかけて実証実験路線として運行された“北里大学 - 昭和橋 - 水郷田名”を基に、原当麻駅と宅地造成された田名塩田地域を経由するよう変更して新設された。その後、2014年4月1日の田名バスターミナル新設による路線再編で、田名バスターミナルに乗り入れることとなった。

### 田名バスターミナル - 半原方面
- 田01：田名バスターミナル - 高田橋入口 - 箕輪辻 - 田代 - 田代坂上 - 半原

淵野辺駅と半原を結んでいた旧・淵59を田名バスターミナルで系統分割した路線で、淵59は当時の峡の原操車所が担当していた。2017年3月16日のダイヤ改正で厚木北営業所から移管され、橋本営業所としては峡の原操車所時代から数えて約3年ぶりに半原への乗り入れが復活したが、2021年3月13日～2022年3月11日までは厚木北に再移管されていた。

### 田名バスターミナル - 相模原協同病院方面
- 田05：田名バスターミナル - 堀の内 - 清水 -（←榎戸）- 内出 - 相模原協同病院（土曜・休日運休）

前述の相模原協同病院の移転に伴い新規設定された路線であり、田名バスターミナル - 榎戸間は橋57と、上大島交差点 - 相模原協同病院入口間は津久井営業所の橋33とそれぞれ同経路で運行される。相模原協同病院入口 - 相模原協同病院間は往路と復路で経路が異なり、往路は病院入口停留所付近の丁字路が右折進入不可のために津久井広域道路へ迂回するが、復路は病院敷地内道路を通って病院入口へ向かう。

### 臨時系統
- 無番：相模原駅南口 - （直行） - 田名バスターミナル
- 無番：橋本駅南口 - （直行） - 田名バスターミナル
- 無番：淵野辺駅南口 → （直行） → 田名バスターミナル
- 無番：田名バスターミナル → 上溝 → 淵野辺駅南口

この路線は相模原納涼花火大会の開催日に運行される。2023年までは「神奈川中央交通」幕だったが、2024年からは専用幕での運行となった。また、相模原営業所や町田営業所からも応援が来る。
- 無番：鶴川駅 -（直行）- 野津田公園（町田GIONスタジアム）

野津田公園への直行便は、FC町田ゼルビアの主催試合や各イベント開催時に、鶴川駅から野津田公園へのアクセス路線として臨時運行される。運賃は通常の多区間制運賃（武相運賃制度・片道270円）で、途中停留所は停車しない。基本的には町田営業所の単独運行となるが、多客時には多摩営業所と相模原営業所による共同運行も行われ、2024年のシーズンから橋本営業所も運行に加わり、場合によっては橋本の連節バス（ツインライナー）も運用に入る。

## 廃止・移管路線
橋本営業所発足以降のものを記す。相模原営業所峡の原操車所時代に廃止された路線は神奈川中央交通相模原営業所#廃止・移管路線を参照。

### 廃止路線

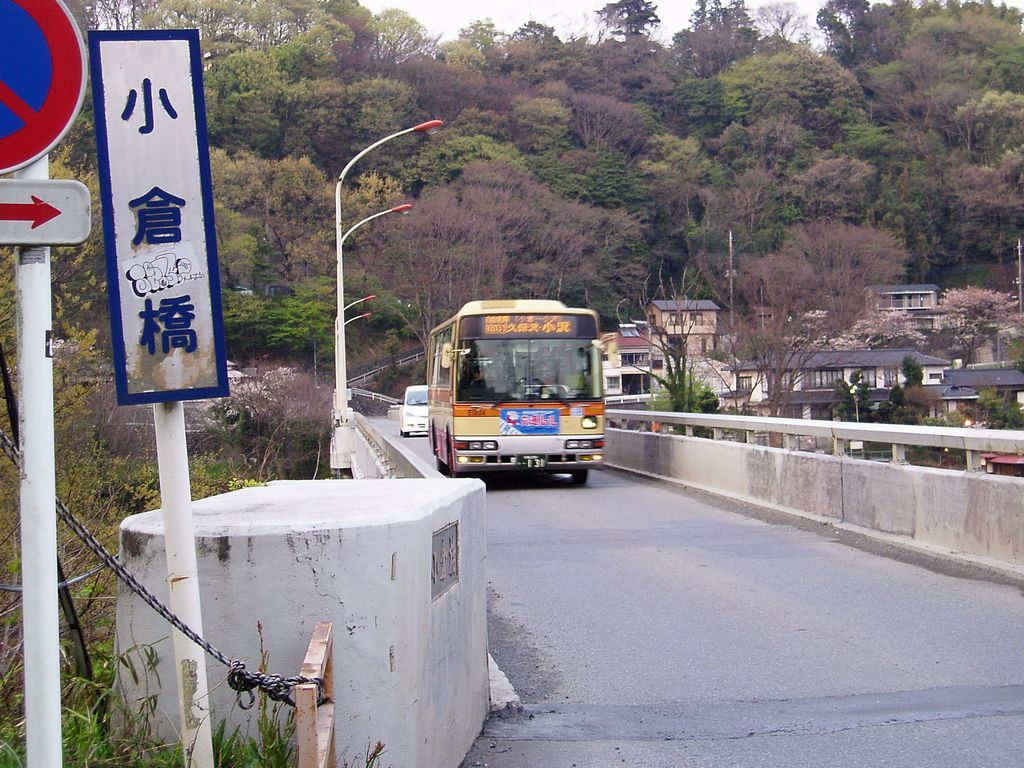
小倉橋を渡る宿01 (さ0104)

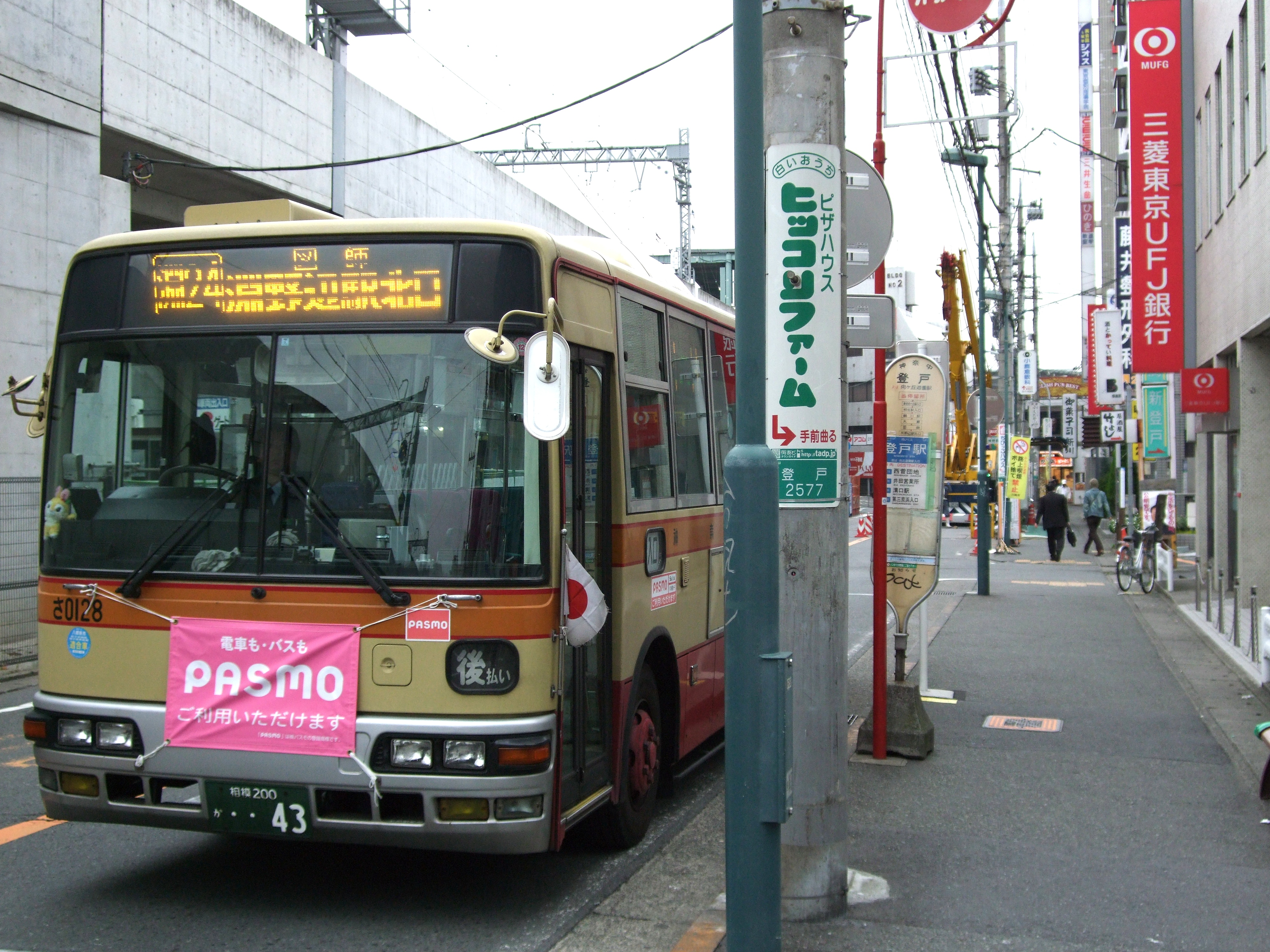
登戸に停車中の淵24 (さ0128)。同停留所は川崎市交通局の登戸駅停留所に併設されていた。

- 橋40：橋本駅南口 - 緑ヶ丘 - 金属工業団地 - 峡の原車庫

前述の相模原協同病院移転に伴う路線再編で、2021年1月3日をもって廃止された。
- 宿01：原宿五丁目 - 城山総合事務所入口 - 久保沢 - 小倉 - 上葉山 - 葉山 - 小沢

2021年4月1日に利用住民からの要望などで橋06（橋本駅 - 田名バスターミナル）が新設されたのに伴って廃止された。
- 淵24：淵野辺駅北口 - 東町 - 根岸 - 図師 - 野津田車庫 - 大蔵 - 金井入口 - 鶴川駅 - 柿生駅北口 - 新百合ヶ丘駅入口 - 読売ランド前駅前 - 生田折返場 - 登戸[12]（土曜運行）

神奈川中央交通において数少ない川崎市内乗入れ路線で、土曜早朝に1往復のみ運行された。1990年代以前は1日1往復の運行で、2020年10月のダイヤ改正までは休日早朝の運行だった。かつては向ヶ丘遊園への団体客輸送で当路線が活用され、1959年4月からは小田急バス生田営業所（当時）と共同運行を開始し、当時は1日6往復（神奈中と小田急で3往復ずつ）運行されていたが、小田急バスは後に運行から撤退している。川崎市内への乗り入れ路線は他にも存在するが、いずれも麻生区の一部地域を走行する程度であり、多摩区を走行する路線は当路線が唯一であった。また、川崎市交通局の運行エリアに乗り入れる唯一の路線であり、一部停留所は川崎市交通局と共用している。根岸 - 藤の木間では東京都シルバーパスが使用可能であった。神奈川中央交通の他路線と並行する区間が多数存在し、営業区間も町田営業所・多摩営業所管内を走行するが、橋本営業所の管轄（以前は相模原営業所）となっている。登戸付近で狭隘道路を走行することから中型車で運行されていたが、登戸地区の道路整備が進んだことで、後述の運行最終月は大型車によって運行された。2019年3月17日の改正で淵野辺駅方向の経路が変更され、「向ヶ丘遊園駅」「多摩区役所前」停留所に停車しなくなった（往路は従来通り停車）。2022年4月2日には向ヶ丘遊園駅周辺の土地区画整理事業に伴って登戸方向の経路も変更され、向ヶ丘遊園駅は中央銀座商店街の路上乗り場から小田急バスが使用するロータリー内への乗り入れに変更された。2025年3月29日で運行終了し、最終運行日は往路3台、復路5台という極めて異例な運行となった。

### 移管路線
- 大15：相模大野駅北口 - 大沼 - 麻溝台入口 - 北里大学病院・北里大学 - 原当麻駅 - 下古山 - 亀ヶ池八幡宮前 - 上溝

2017年3月16日から相模原営業所とともに管轄していたが、2021年3月13日より相模原の単独運行に変更された。
- ◆橋30：橋本駅南口 - 緑区合同庁舎前 - 北の丘センター - 中の郷 - 相模川自然の村（相模原市コミュニティバス「せせらぎ号」）
- ◆橋30：アリオ橋本 - 橋本駅南口 - 緑区合同庁舎前 - 北の丘センター - 中の郷 - 相模川自然の村（同上）
- ◆淵40：矢部駅・相模野病院前 → 淵野辺駅北口 → フェアロージュ淵野辺前 → 上矢部一丁目 → 馬場十字路 → 上矢部二丁目 → フェアロージュ淵野辺前 → 淵野辺駅北口 → 矢部駅・相模野病院前（相模原市コミュニティバス「ピンくる号」）
- ◆淵40：上矢部一丁目 → 馬場十字路 → 上矢部二丁目 → フェアロージュ淵野辺前 →（急行）→ 淵野辺駅北口 → 矢部駅・相模野病院前（同上）
- ◆淵40：矢部駅・相模野病院前 → 淵野辺駅北口 →（急行）→ フェアロージュ淵野辺前 → 上矢部二丁目 → 馬場十字路 → 馬場橋南（同上）

相模原市コミュニティバスは2024年10月1日から神奈中タクシー相模原営業所の運行に変更された。路線の詳細は相模原市コミュニティバスを参照。

## 車両

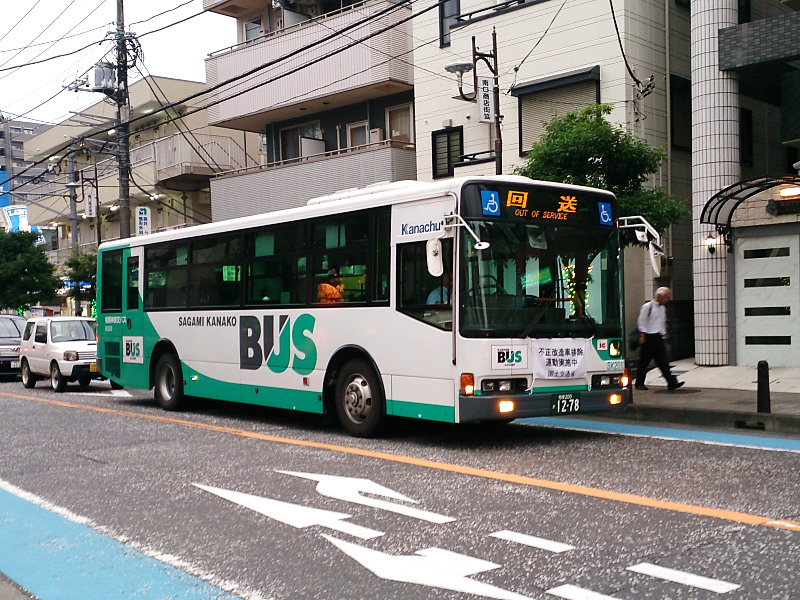
相模神奈交バス時代の塗装 (SK2010)

所属車両は一般路線車と貸切輸送対応の路線車、および特定輸送用車両であり、空港リムジン路線車は所属していない。

### 神奈川中央交通東の保有車
一般路線車は三菱ふそう製大型車が中心で、三菱ふそうバス製造（|MBM・MFBM）製車体を架装するエアロスターのワンステップバス・ノンステップバスが大半を占める。コミュニティバス（橋30・淵40系統）専用車として、小型ノンステップバスの日野・ポンチョも5台保有していたが、2024年10月1日の路線移管に伴い神奈中タクシーへ移籍した。
貸切輸送対応の路線車は、西日本車体工業（西工）製車体を架装する日産ディーゼル（現：UDトラックス）スペースランナーRAワンステップバスを保有しており、貸切輸送を中心として時折一般路線にも充当される。
社番は一般路線車が「も600」番台、貸切輸送対応の路線車は「も500」番台となる。

### 神奈川中央交通からの管理委託車
全て一般路線車であり、大型車がほとんどを占める。大型車はエアロスターワンステップが中心で、30台程度であるがノンステップバスも所属する。ノンステップバスもエアロスターが中心であるが、西工製車体のエアロスターSも1台のみ所属する。
ノンステップバスは、当初は戸塚・多摩の各営業所と同じく長尺（全長11m級、M尺）で導入されていたが、2015年（平成27年）3月分の新車から普通尺（全長10m級、K尺）での導入に変更された。また2015年11月には、横浜営業所からK尺のエアロスターノンステップが2台転入している。
2020年には同営業所初の連節バスとして、ネオプラン・セントロライナーが厚木営業所から1台転入し、2021年には新車の連節バスとして、メルセデス・ベンツ・シターロが3台導入された。
中型車はジェイ・バス製車体のいすゞ・エルガミオワンステップ、2代目エルガミオノンステップバスが在籍する。
社番は「も100」番台および「も200」番台となり、「も1」 - 「も100」の社番の車両は存在しない。